# A22 (båt)
A22 är en skärgårdskryssare där 22 står för antalet kvadratmeter segelarea enligt internationell mätning, som räknar 85 % av förtriangeln.
A22:an är en av få konstruktionsklasser med SM-status. Varje år seglar A22:orna om Svenskt Mästerskap, och samtidigt om Skärgårdskryssarpokalen. Båten finns både i trä och plast. En typisk A22:a är runt 12 meter lång och drygt två meter bred, oftast byggd i mahogny och med oregonpinedäck. Sedan slutet av 1970-talet har A22:an även byggts i plast. Den vanligaste plast-22:an kallas "Tiger 22:a" och är ritad av Peter Norlin.
Många av Sveriges genom tiderna mest kända konstruktörer har ritat A22:or, som Arvid Laurin, Harry Becker och Knud Reimers. Några av de mest kända A22:orna är 255 Amorita, som vunnit Kryssarepokalen tio gånger, 288 Paloma som deltagit på varje Kryssarepokal sedan hon sjösattes 1948, Rush 3 som OS-seglaren Lars Thörn hade stora framgångar med innan han sadlade om till 5,5, 324 Mona 2 som varit en av de mest framgångsrika båtarna på 2000-talet och 367 Hummingbird som bland annat vunnit SM 2008 och 2009. 22-seglare kan vara medlemmar i 22 klubben, som är en underklubb till SSKF - Svenska Skärgårdskryssareförbundet.